# Jan Gralewski (duchowny)
Jan Gralewski (ur. 16 grudnia 1868 w Sierpcu, zm. 17 lutego 1924 w Warszawie) – polski ksiądz rzymskokatolicki, działacz oświatowy, polityk, poseł do Dumy Państwowej Imperium Rosyjskiego.

## Życiorys
Urodził się 16 grudnia 1868 r. w Sierpcu. Jego rodzicami byli Jan i Monika z Rudowskich Gralewscy, należący do średniozamożnego ziemiaństwa, wywodzącego się z rodu szlacheckiego herbu Sulima. Uczył się w gimnazjum w Płocku i w Białej Podlaskiej, a następnie ukończył seminarium duchowne w Warszawie. W 1891 roku otrzymał święcenia kapłańskie.
Został wikariuszem w Grodzisku Mazowieckim, a następnie, w l. 1893–1894 był wikarym przy kościele św. Piotra i Pawła w Warszawie, w r. 1896 objął wikariat kościoła popijarskiego, a w r. 1896 został rektorem tegoż kościoła. Jednocześnie pracował jako katecheta w kilku pensjach żeńskich, a od 1895 r. był prefektem szkoły realnej. W 1900 r. został zmuszony przez władze rosyjskie do porzucenia działalności pedagogicznej. Zajął się wówczas pracą społeczną: został przewodniczącym sekcji wychowawczej przy Towarzystwie Higienicznym i Instytutu Higieny Dziecięcej, organizował ogrody Raua (odpowiednik ogródków jordanowskich) i współpracował z Towarzystwem Dobroczynności. Był również encyklopedystą. W latach 1899–1914 był członkiem komitetu redakcyjnego Encyklopedii Wychowawczej oraz autorem opracowań wielu haseł. Współpracował również z redakcją Wielkiej encyklopedii powszechnej ilustrowanej.
W 1904 roku wyjechał do Wielkiej Brytanii i Francji w poszukiwaniu nowych pomysłów pedagogicznych, zwiedził m.in. angielską Abbotsholme School, o której napisał artykuł opublikowany w „Kurierze Warszawskim”.
Związał się z endecją, należał do Ligi Narodowej. W okresie rewolucji 1905 r. był jednym z organizatorów strajku szkolnego w Królestwie Polskim oraz współzałożycielem i czołowym działaczem Polskiej Macierzy Szkolnej, od maja 1905 r. członkiem Komitetu Centralnego PMS, a po legalizacji tej organizacjo został jej wiceprezesem. Za swoją ówczesną działalność został skazany na rok pobytu w więzieniu dla księży w Oborach. Karę tę jednak cofnął generał-gubernator Skałon na skutek interwencji bpa Ruszkiewicza. W listopadzie 1905 r. był członkiem polskiej delegacji do premiera Siergieja Wittego. Za swoje nalegania na przeprowadzenie reform w Królestwie Polskim objęty został na 4 lata nadzorem carskiej policji.
Jako członek Stronnictwa Narodowo-Demokratycznego został 21 maja 1906 r. wybrany posłem do I Dumy, a po jej rozwiązaniu ponownie otrzymał mandat poselski, wchodząc z ramienia SN-D do Koła Polskiego w II Dumie. W swoich wystąpieniach często zabierał głos w sprawach szkolnictwa. Znany z cywilnej odwagi padł ofiarą represji wymierzonych w Polską Macierz Szkolną – najpierw usunięty został z urzędu rektora kościoła popijarskiego (1906), a następnie wydalony z Królestwa Polskiego (jesień 1907 r.).
Kilka miesięcy przebywał na wygnaniu w Krakowie i Lwowie. Wcześniej, w 1906 r., z ramienia PMS odwiedził USA, by zapoznać się z tamtejszym szkolnictwem. Efektem doświadczeń zebranych przez ks. Gralewskiego podczas podróży w 1904 i 1906 r. był program założonego przez niego w 1907 r. Polskiego Ogniska Wychowawczego, szkoły średniej wraz z internatem zlokalizowanej w Starej Wsi. Ks. Gralewski powrócił z Galicji w 1908 r., ale zabroniono mu spełniania jakichkolwiek funkcji kościelnych, w tym głoszenia kazań. W 1909 r. jego Ognisko zostało przeniesione do Szymanowa (powiat sochaczewski), aby w roku następnym powrócić do pierwotnej siedziby w Starej Wsi. W kolejnych latach ks. Gralewski przeniósł wyższe klasy Ogniska następnych do Galicji, do Surochowa i do Prokocimia, gdzie powstały nowe Ogniska. Prace ośrodków przerwał wybuch I wojny światowej, aczkolwiek szkoła w Starej Wsi funkcjonowała do 1915 r.
Od 1908 r. ks. Gralewski odsuwał się od działalności w Stronnictwie Narodowo-Dememokratycznym, z którego wystąpił oficjalnie w 1911 r. Zaangażował się natomiast w działalność Stowarzyszenia Nauczycielstwa Polskiego, w którym w l. 1909–1910 przewodniczył Sekcji Wychowawczej. Był przeciwnikiem nominacji Aleksandra Kakowskiego na arcybiskupa warszawskiego. Wiosną 1913 r. udał się do Rzymu, aby przeciwdziałać nominacji duchownego uważanego za lojalistę. W 1914 r. przewodniczył Komisji Pedagogicznej Stowarzyszenia Nauczycielstwa Polskiego. Po zajęciu Warszawy przez Niemców w 1915 r. wszedł do zarządu utworzonego Wydziału Oświecenia i przedstawił generalnemu gubernatorowi Beselerowi swój memoriał w sprawach szkolnictwa. W l. 1915–1916 był rektorem kościoła św. Marcina, a następnie wyjechał do Szwajcarii, gdzie aktywnie uczestniczył w życiu politycznym, współpracując m.in. z Sienkiewiczem, Paderewskim, Askenazym i Kucharzewskim. Tam też nadal zajmował się sprawami szkolnictwa. Wygłosił również przemówienie żałobne na pogrzebie Sienkiewicza w Vevey.
Po powrocie do kraju na początku 1918 r. ks. Jan Gralewski objął stanowisko inspektora szkolnictwa powszechnego na okręg radomski w Ministerstwie Wyznań Religijnych i Oświecenia Publicznego, a wkrótce potem inspektora krajowego. W 1919 r. na polecenie ministerstwa udał się do Francji, aby zapoznać się z tamtejszym szkolnictwem. W 1920 r. był członkiem Komisji Rewizyjnej Towarzystwa Straży Kresowej. Przejściowo pełnił wówczas funkcję kierownika wojskowych placówek oświatowych DOG Poznań. Następnie wrócił do pracy w ministerstwie, a w 1921 r. został proboszczem w parafii w Domaniewicach, gdzie był także nauczycielem i gdzie pisał podręczniki do nauki religii dla niższych klas szkoły powszechnej. Jesienią 1922 r. bezskutecznie kandydował do Sejmu z listy Centrum Polskiego.
Z powodu złego stanu zdrowia opuścił w 1923 r. parafię i przeniósł się do Warszawy, gdzie został mianowany egzaminatorem synodalnym.
2 maja 1923 został odznaczony Krzyżem Oficerskim Orderu Odrodzenia Polski „za zasługi, położone w dziedzinie tajnego nauczania w czasach niewoli”.
Zmarł na nowotwór złośliwy krtani 17 lutego 1924 r. w Warszawie.
Jego bratankiem i wychowankiem był Jan Gralewski (1912-1943, filozof, żołnierz, kurier).